# Rolf Michaelis (Schriftsteller, 1933)
Rolf Michaelis (* 8. August 1933 in Schwäbisch Hall; † 3. April 2013 in Hamburg) war ein deutscher Feuilletonist, Essayist, Biograph und Schriftsteller.
Michaelis studierte Germanistik sowie englische und französische Philologie. Mit einer Dissertation über „Die Struktur von Hölderlins Oden“ wurde er an der Universität Tübingen 1958 promoviert. Anschließend arbeitete er als Redakteur im Feuilleton der Stuttgarter Zeitung. Von 1964 an leitete Michaelis das Literaturblatt der Frankfurter Allgemeinen Zeitung, bis er 1968 als deren Kulturkorrespondent nach Berlin wechselte. 1973 wurde er Leiter des Literaturteils der Zeit. Von 1985 bis 1998 arbeitete er als Feuilleton-Redakteur für Die Zeit. Er war Mitglied des PEN-Zentrums Deutschland. Er gehörte auch zum festen Stamm der Darmstädter Jury „Buch des Monats“.
1966 wurde Michaelis mit dem Theodor-Wolff-Preis, 1987 mit dem Helmut-Sontag-Preis ausgezeichnet.
Sein Bruder war der Mediziner Richard Michaelis (1931–2017).

## Veröffentlichungen
- Die Struktur von Hölderlins Oden. Der Widerstreit zweier Prinzipien als „kalkulables Gesetz“ der Oden Hölderlins. Dissertation, Universität Tübingen 1958.
- Der Schwarze Zeus. Gerhart Hauptmanns zweiter Weg. Argon, Berlin 1962.
- Kleist. Dtv, München 1982 (Nachdruck der Ausgabe Velber 1965), ISBN 3-423-06805-1.
- Federico García Lorca. Dtv, München 1990 (Nachdruck der Ausgabe Velber 1969), ISBN 3-423-06860-4.
- Von der Bühnenwelt zur Weltbühne. Siegfried Jacobsohn und „Die Schaubühne“. Athenäum, Königstein im Taunus 1980, ISBN 3-7610-9508-2.
- Kleines Adressbuch für Jerichow und New York. Ein Register zu Uwe Johnsons Roman „Jahrestage“. Suhrkamp, Frankfurt am Main 1983, ISBN 3-518-04530-X. – Digitale Neuauflage 2012, überarbeitet und neu herausgegeben von Anke-Marie Lohmeier. – Die Seitenzahlen verweisen auf die vierbändige Erstausgabe des Romans (1970–1983) und deren Folgeauflagen.
- Kleines Adressbuch für Jerichow und New York. Ein Register zu Uwe Johnsons Roman „Jahrestage“. Überarbeitet und neu herausgegeben von Anke-Marie Lohmeier. Suhrkamp, Berlin 2013, ISBN 3518464981. – Die Seitenzahlen verweisen auf die einbändigen Ausgaben des Romans von 2000 und 2008 sowie auf die neue vierbändige Taschenbuchausgabe von 2013.
- Friedrich Schiller: Die Horen. Unveränderter Nachdruck der Jahrgänge 1795–1797. Böhlau, Weimar 2000 (12 in 6 Bänden und 1 Supplementband), ISBN 3-7400-1124-6. – Im Supplementband: Schillers „Titanic“ (Geschichte der Horen) von Rolf Michaelis.
- Dornröschen – Wolfenbüttel wird eingeschläfert: Bitteres Schicksal einer der bedeutendsten Bibliotheken Europas. In: Die Zeit, Nr. 3/2001, über die Herzog August Bibliothek
- Ben Witter: Moment mal. 121 Versuche, den Augenblick zu retten. Hrsg. von Rolf Michaelis. Hoffmann und Campe, Hamburg 2007, ISBN 3-4554-0028-0.
- Ein Tag der Liebe. Ein Stundenbuch. Hrsg. von Rolf Michaelis. Insel, Frankfurt am Main / Leipzig 2008, ISBN 3-4581-7389-7.